# Coletor (motor)

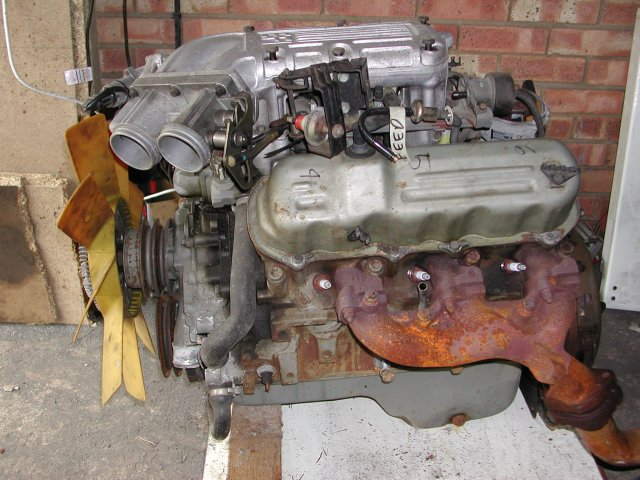
Um motor V6 revelando o seu colector de escape(oxidado), agrupando as saídas de três dos cilindros do motor.

Em mecânica automóvel coletor (coletor) refere-se aos tubos que distribuem ou recolhem os   gases do motor. Esta tubagem é ramificada em várias saídas(ou entradas), uma por cilindro.

## Duto de Admissão
O Duto de admissão leva ar, ou mistura de ar/combustível, à entrada dos cilindros dos motores. Quando as válvulas de admissão se abrem por ação da árvore de cames, o pistão, que está num movimento descendente, tem um efeito de sucção no Duto de admissão provocando a entrada de gás no interior dos cilindros.
Este efeito de vácuo pode ser utilizado para controlar vários outros sistemas do motor automóvel tais como o avanço da ignição, bombas de travões, e a ventilação do cárter em que os gases deste são queimados juntamente com o combustível.
O Duto de admissão é normalmente feito de alumínio mas há casos em que é feito de um  plástico especial. O ar provém diretamente do filtro de ar ou do carburador consoante o tipo de motor utilizado. Em motores de injecção multiponto os injectores de combustível estão situados no próprio coletor.

## Coletor de escape

1-entrada de mistura pelo coletor de admissão(à direita)
4-saída dos gases pelo coletor de escape(à esquerda)

O coletor de escape agrupa as várias saídas dos cilindros do motor que ligam ao escapamento, que por sua vez, elimina os gases resultantes da explosão. Após a deflagração do combustível no interior abre-se a válvula de escape quando da subida do pistão e a pressão obriga os gases queimados a sairem, sendo conduzidos pelo colector de escape até o escapamento do motor.
Os coletores de escape costumam ser feitos de ferro fundido e, atingindo temperaturas de centenas de graus, são sensíveis ao derramamento de água proveniente de outros pontos do motor, podendo esta provocar o estalar do mesmo.